# لازار بافيتش
لازار بافيتش هو لاعب كرة قدم صربي في مركز الوسط، ولد في 2 فبراير 1994 في بلغراد في صربيا. لعب مع نادي سميديريفو ‏.

## وصلات خارجية
- لازار بافيتش على موقع قاعدة بيانات كرة القدم.إي يو (الإنجليزية)
- لازار بافيتش على موقع Soccerway.com (الإنجليزية)